# Liste der Monuments historiques in Athesans-Étroitefontaine
Die Liste der Monuments historiques in Athesans-Étroitefontaine führt die Monuments historiques in der französischen Gemeinde Athesans-Étroitefontaine auf.

## Liste der Objekte
| Bezeichnung                 | Beschreibung                                                  | Standort                                  | Kennzeichnung | Schutzstatus | Datum | Bild |
| --------------------------- | ------------------------------------------------------------- | ----------------------------------------- | ------------- | ------------ | ----- | ---- |
| Krankenziborium             | Silber, Mitte des 18. Jahrhunderts, Goldschmied Simon Charmet | Athesans, in der Kirche St-Servais (Lage) | PM70000060    | Classé       | 1972  |      |
| Skulptur Heiliger Servatius | Holz, farbig gefasst, 16. Jahrhundert                         | Athesans, in der Kirche St-Servais (Lage) | PM70000061    | Classé       | 1972  |      |